# Euryphymus haematopus
Euryphymus haematopus är en insektsart som först beskrevs av Carl von Linné 1758.  Euryphymus haematopus ingår i släktet Euryphymus och familjen gräshoppor. Inga underarter finns listade i Catalogue of Life.